# Fumel
Fumel es una comuna francesa situada en el departamento de Lot y Garona, en la región de Nueva Aquitania.

## Geografía
Situada en la Carretera Nacional 111 entre Villeneuve-sur-Lot y Cahors a orillas del río Lot, así como del Thèze y del Lémance, Fumel es una comuna limítrofe con el departamento del Lot.
Comunas vecinas
| Monsempron | Cuzorn    | Saint-Front-sur-Lémance      |
| Libos      |           | Soturac departamento del Lot |
| Saint-Vite | Montayral | Montayral                    |

### Climatología

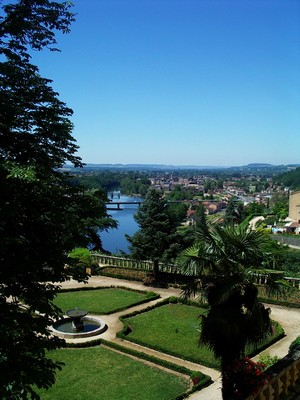
Fumel

Fumel se sitúa en la zona climática oceánica, pero se trata de un clima oceánico degradado, con una amplitud térmica anual más marcada y con precipitaciones menos abundantes que en el litoral aquitano. Además, a diferencia del litoral, la primavera (sobre todo hacia el final) cuenta con más precipitaciones que el invierno. Los vientos dominantes son del oeste, aunque no los únicos.
| Datos climáticos | Agen                 | Media nacional       |
| ---------------- | -------------------- | -------------------- |
| Insolación       | 1984 horas / año     | 1852 horas / año     |
| Precipitaciones  | 716 milímetros / año | 835 milímetros / año |
| Niebla           | 70,6 días / año      | 50 días / año        |
| Tormentas        | 30 días / año        | 25 días / año        |
| Nieve            | 4,8 días / año       | 16 días / año        |

| Mes                                   | Ene | Feb  | Marzo | Abril | Mayo | Jun  | Jul  | Ago  | Sep  | Oct  | Nov  | Dic | Año  |
| ------------------------------------- | --- | ---- | ----- | ----- | ---- | ---- | ---- | ---- | ---- | ---- | ---- | --- | ---- |
| Temperaturas mínimas medias °C (Agen) | 3,1 | 4,5  | 5,0   | 6,7   | 10,6 | 13,2 | 15,4 | 15,1 | 13,0 | 10,6 | 6,6  | 4,0 | 8,2  |
| Temperaturas máximas medias °C (Agen) | 8,5 | 10,8 | 13,6  | 16,4  | 20,2 | 23,8 | 26,9 | 26,2 | 24,1 | 19,0 | 12,5 | 8,8 | 17,6 |
| Temperaturas medias °C (Agen)         | 5,1 | 6,7  | 8,6   | 11,3  | 14,8 | 18,2 | 20,8 | 20,2 | 18,0 | 14,0 | 8,6  | 5,6 | 12,6 |

## Historia

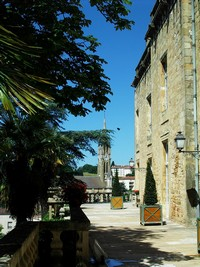
Fumel

La historia de la antigua ciudad de Fumel se confunde con la de su castillo, que desde sus orígenes (los señores de Fumel aparecen en los textos a fines del siglo XI) dominaba el paso del Valle del Lot, algo que hizo de él un lugar muy disputado.
En el siglo XIII, Fumel es una pequeña ciudad próspera, dotada de un fuero (1265) que rige la economía, el derecho y la moral. Este periodo de prosperidad fue pese a todo una época de disturbios, al estar la región en disputa entre los ingleses y los franceses. Desde 1280, el señor de Fumel rinde homenaje al rey de Inglaterra y el señorío de Fumel seguirá hasta 1414 en manos de los ingleses. A partir de esa fecha y hasta 1442 la ciudad pasará alternativemente de los ingleses a los franceses y cada vez el Castillo y todo el Fumélois han de sufrir las sevicias del cambio de manos, en especial cuando se producían expediciones de pillaje por parte de los mercenarios de Rodrigue de Villandrando.
El Castillo de Fumel será vuelto a levantar desde sus ruinas hacia 1468. La ciudad aparece constreñida entre los estrechos muros del recinto exterior del Castillo. Desde hacía mucho tiempo tenía una iglesia (San Antonio), un mercado de granos y una gran plaza pública: el Postel, pero las casas se amontonan y no tienen más recurso que crecer en altura (la mayor parte tienen dos pisos). En el siglo XVI, algunas viviendas se establecen en el exterior de las murallas, en el eje de la puerta beffroi: es el nacimiento de un barrio: el Barris. Pero esta expansión y la organización de la ciudad serán durante mucho tiempo contenidas por las disposiciones tomadas tras la muerte de un señor de Fumel.
El periodo de las Guerras de Religión, pretexto para gran número de arreglos de cuentas, estará en Fumel marcado por violentos enfrentamientos entre los habitantes de la ciudad y Francisco de Fumel, su señor. Entre 1500 y 2000 personas (entre ellos muchos que habían llegado de otras ciudades) atacan el castillo y matan en la mañana del 24 de abril de 1561 a Francisco de Fumel, Capitán de los Guardias del rey, embajador de Enrique II de Constantinopla. En abril de 1562, la represión ejercida por Blaise de Montluc es sangrienta, despiadada y ruinosa. La abolición de todos los privilegios contenidos en el fuero supone un fuerte golpe para la ciudad. A partir de entonces la organización económica y social de la ciudad cae, como consecuencia de esta abolición, en un estado de total dependencia con respecto a su Señor. Esta situación de ciudad condenada, reducida a los límites estrechos de su vieja muralla, durará hasta 1789.

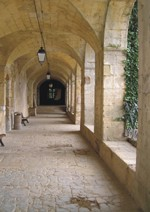
Fumel

Desde el siglo XVIII, dos mercados cada semana (los martes y viernes, todavía hoy), y dieciséis ferias al año, animaban esta pequeña ciudad rural que tenía además una actividad comercial con sus tres puertos : el puerto del Passage al sudoeste, el de Libos al oeste y el de Condat al este. Se expedía por vía fluvial hasta Burdeos el papel fabricado en las papeleras de los ríos Lède, Lémance y Thèze, entre las cuales el de determinada calidad, denominada de las "Armas de Ámsterdam" era destinado a Holanda; se expedía también una parte de las fundiciones establecidas en los mismos valles, destacando las calderas para el refinado del azúcar de caña, que de Burdeos salían para la Martinica, Santo Domingo o Guadalupe. De los tres puertos salían también paramentos de piedra procedentes de las canteras de Condat, así como el trigo y las castañas de los campos aledaños.
Durante el periodo revolucionario son abolidas las medidas draconianas que pesaban sobre los habitantes desde el siglo XVI, lo que abre una nueva era de esperanza. Fumel toma importancia administrativa: es capital de cantón desde 1790.
La población de la comuna se duplicó largamente: 1034 habitantes en 1806, 2348 en 1834. En 1845, se construyó un puente colgante para facilitar la circulación entre Fumel y la llanura de Montayral. Se realizaron otros proyectos: un cementerio (1843), una escuela municipal (abierta en 1865), un presbiterio y una iglesia nueva (la construcción comenzó en 1865)

### La fábrica
La ciudad no tomó auténtico impulso hasta después de 1847, fecha en que la fábrica metalúrgica se instalará a orillas del Lot. Esta instalación en Fumel no debe nada a la infraestructura preexistente, que databa del siglo XV, sino que fue creada en función de la futura ligne de ferrocarril del departamento, en una región donde la explotación a cielo abierto del mineral de hierro resultaba interesante.
Más tarde la fábrica se especializará en la fabricación de tubos, producción que fue deslocalizada a España en los años 80. Esto fue el comienzo de muchos cambios, que incluyen el cambio de propietarios y después, en 1988 de nombre, al convertirse en la Société Aquitaine de Fonderie Automobile (SADEFA).

## Administración
- Alcalde desde marzo de 2001: Jean-Louis Costes, también miembro del Consejo General del Departamento.

## Demografía
| 6885 | 7067 | 6937 | 6582 | 5882 | 5423 | 4755 |
| Para los censos de 1962 a 1999 la población legal corresponde a la población sin duplicidades (Fuente: INSEE [Consultar]) |      |      |      |      |      |      |

## Economía
Industria siderúrgica

## Monumentos y lugares de interés turístico
- Castillo de Bonaguil.
- Castillo de Fumel (Ayuntamiento), parque y jardín con vistas sobre el Lot.
- Théâtre de verdure.
- Paseo en gabarra por el Lot.
- Monumento a los muertos (1870), por el escultor Antoine Bourlange.

## Personalidades vinculadas a la comuna
- Jean Nouvel, arquitecto francés, nacido en Fumel el 12 de agosto de 1945.
- Les Ablettes, grupo de rock francés de los años 80.
- Hugues Miorin, nacido el 30 de octubre de 1968 en Fumel, antiguo jugador de rugby a XV.
- Michel Courtiols, nacido el 27 de abril de 1965 en Fumel, antiguo jugador de rugby a XV.
- Jean-Pierre Razat, nacido el 15 de octubre de 1940 en Fumel, antiguo jugador de rugby a XV.
- André Arnaud, antiguo presentador de radio.

## Hermanamientos
- Fumel está hermanada con Burghausen (Alemania), véase en Wikipedia en alemán
- Fumel, como parte de la Agglomération Fumeloise (Fumel, Saint Vite, Monsempron, Montayral, Libos) está hermanada desde 1992 con las localidades de Almoradí y Algorfa, en la comarca de la Vega Baja del Segura en Alicante (España), iniciada a raíz de intercambios escolares llevados a cabo desde 1982.[5]